# تائیکی کیکوونو
تائیکی کیکوونو (ژاپنی: 菊野 太紀؛ زادهٔ ۷ ژوئیهٔ ۱۹۹۲) یک بازیکن فوتبال اهل ژاپن است.
از باشگاه‌هایی که در آن بازی کرده‌است می‌توان به باشگاه فوتبال ریوکیو اشاره کرد.